# Kilosa (Distrikt)
Kilosa ist ein Distrikt der Region Morogoro mit dem Verwaltungssitz in der Stadt Kilosa. Der Distrikt grenzt im Norden an den Distrikt Gairo, im Osten an die Distrikte Mvomero und Morogoro, im Süden an den Distrikt Ifakara (TC) und die Region Iringa und im Westen an die Region Dodoma.

## Geographie
Der Distrikt hat eine Fläche von 11.774 Quadratkilometer und 617.032 Einwohner (Volkszählung 2022). Das Land liegt zum Großteil auf einer Hochebene, etwa 400 Meter über dem Meeresspiegel. Es ist im Westen durch die Udzungwa-Berge und im Osten das Uluguru-Gebirge begrenzt. Entwässert wird das Gebiet nach Nordosten durch den Fluss Mkata, der in den Wami mündet. Das Klima ist tropisch, Aw nach der effektiven Klimaklassifikation. Es gibt eine Trockenzeit, die von Ende Mai bis Oktober dauert, von November bis April regnet es monatlich 80 bis 200 Millimeter. Der wärmste Monat ist der Dezember mit einer Durchschnittstemperatur von 26,9 Grad Celsius, im Juli beträgt diese Temperatur 21,8 Grad.

## Geschichte
Im Jahr 1962, als die Region Morogoro gegründet wurde, war der Distrikt Kilosa bereits Teil der Region, zusammen mit den Distrikten Morogoro und Ulanga.

## Verwaltungsgliederung
Der Distrikt ist in 40 Bezirke (Wards) gegliedert:
- Berega
- Chanzuru
- Dumila
- Kasiki
- Kidete
- Kidodi
- Kilangali
- Kimamba A
- Kimamba B
- Kisanga
- Kitete
- Lumbiji
- Lumuma
- Mabula
- Mabwerebwere
- Madoto
- Magole
- Malolo
- Masanze
- Mbigiri
- Mbumi
- Magomeni
- Magubike
- Maguha
- Mamboya
- Mhenda
- Mikumi
- Mkwatani
- Msowero
- Mtumbatu
- Mvumi
- Parakuyo
- Ruaha
- Rudewa
- Ruhembe
- Tindiga
- Ulaya
- Uleling'ombe
- Vidunda
- Zombo

| In Kilosa leben vor allem Wasagara und Wakaguru. Von den Personen ab fünf Jahren sprachen 61 Prozent Swahili, acht Prozent Englisch und Swahili, 31 Prozent waren Analphabeten (Stand 2012). | Die zur Anzeige dieser Grafik verwendete Erweiterung wurde dauerhaft deaktiviert. Wir arbeiten aktuell daran, diese und weitere betroffene Grafiken auf ein neues Format umzustellen. (Mehr dazu) |

- Bildung: Im Distrikt gibt es 100 Grundschulen, 43 weiterführende Schulen und fünf Colleges.[9]
- Gesundheit: Für die medizinische Versorgung der Bevölkerung stehen drei Krankenhäuser, sechs Gesundheitszentren und 56 Apotheken zur Verfügung (Stand 2018).[9]

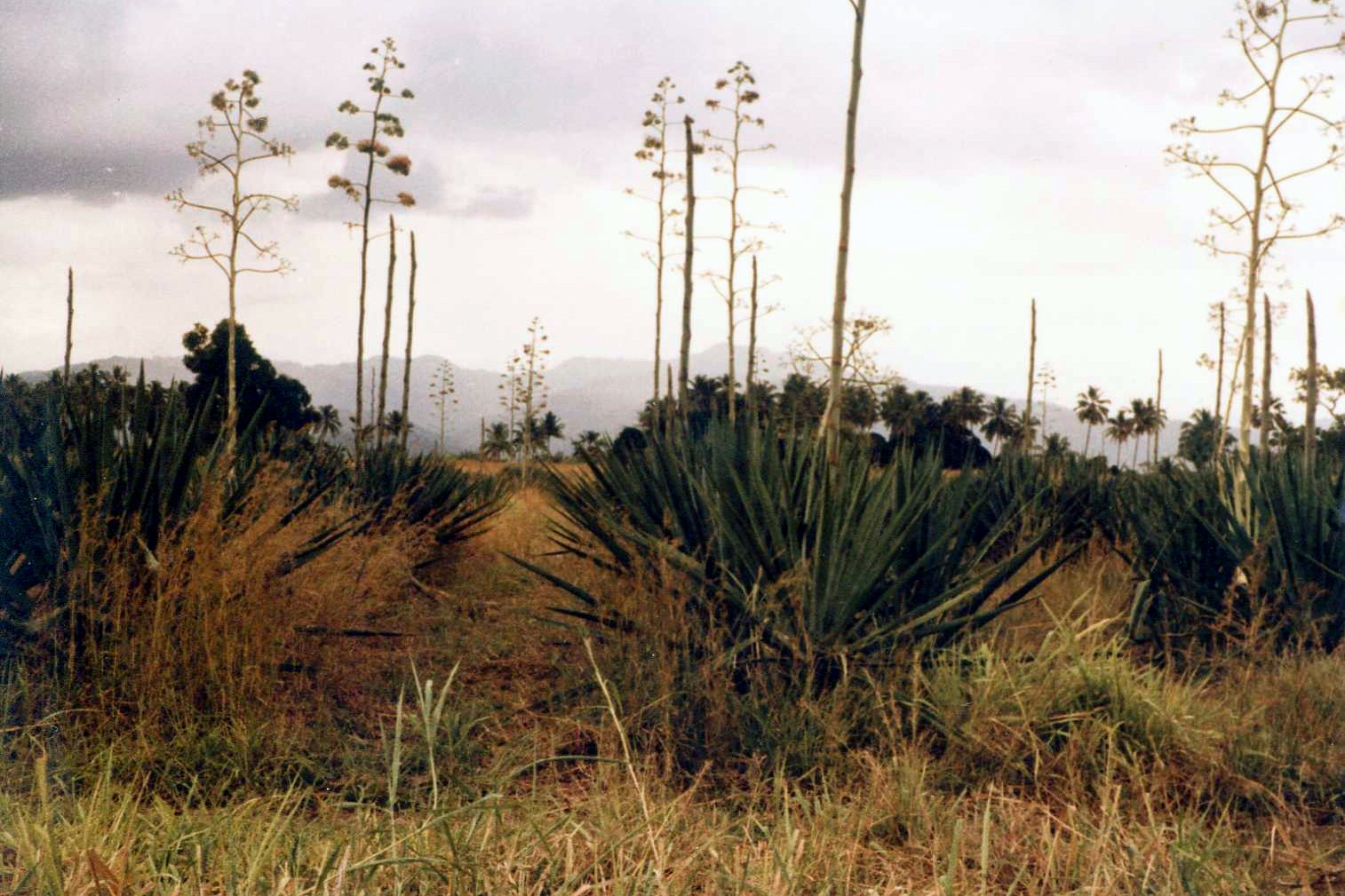
Sisal-Anbau in Kilosa

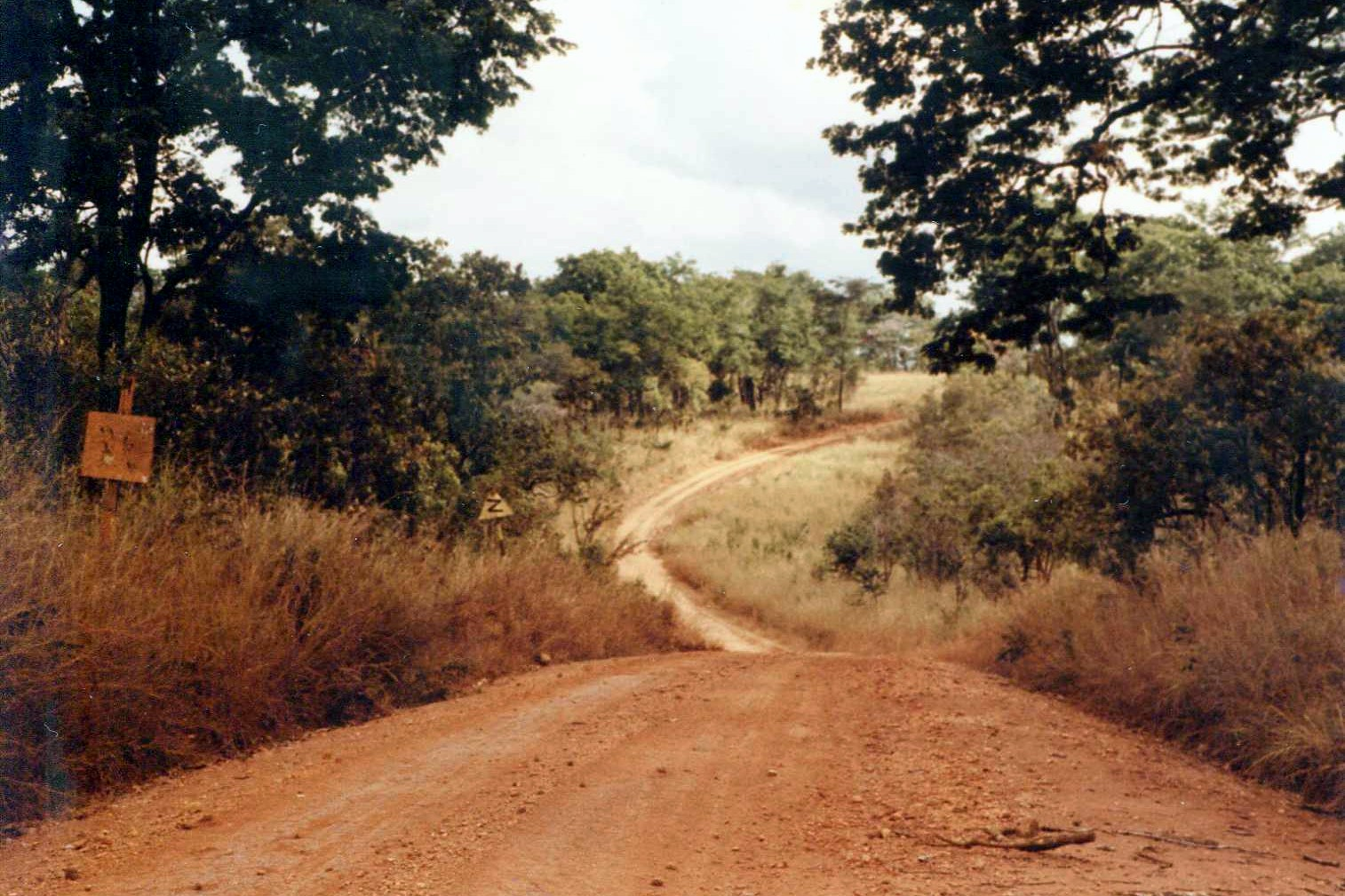
Straße von Mikumi nach Kilosa (2009)

## Wirtschaft und Infrastruktur
Über 70 Prozent der Haushalte in Kilosa kochten auf Holzfeuern, ein Viertel mit Holzkohle. Ein Radio besaßen 63 Prozent, ein Mobiltelefon 60 Prozent, die Hälfte hatte ein Fahrrad und ein Prozent ein Auto (Stand 2012).
- Landwirtschaft: Rund achtzig Prozent der Haushalte leben von der Landwirtschaft, die Hälfte davon hält auch Nutztiere. Die wichtigsten Haustiere sind Hühner, aber auch Ziegen und Rinder werden in größerer Stückzahl gehalten, weniger Schafe.[11]
- Industrie: Die Kilombero Zuckerfabrik produziert mit 800 Angestellten und 2500 Saisonarbeitern mehr als 300.000 Tonnen Zucker im Jahr und ist damit eine der vier größten Zuckerfabriken in Tansania.[12]
- Eisenbahn: Die Tanganjikabahn von Daressalam nach Dodoma hat einen Bahnhof in Kilosa, hier zweigt eine Stichbahn nach Süden ab.[13]
- Straße: Die Nationalstraße T1 von Daressalam nach Sambia führt durch den südlichen Teil des Distriktes durch Mikumi.

## Sehenswürdigkeiten
- Mikumi-Nationalpark: Dieser insgesamt 3230 Quadratkilometer große Nationalpark liegt im Süden des Landes im Grenzgebiet zu den Distrikten Morogoro und Mvomero.[14] Neben den bekannten Tieren der afrikanischen Parks wie Löwen, Giraffen, Zebras, Impalas, Büffel und Leoparden bietet der Park Elenantilopen, über 300 verschiedene Vogelarten und Baobab-Bäume.[15]
- Udzungwa-Mountains-Nationalpark: Das insgesamt 1900 Quadratkilometer große, stark bewaldete Gebiet liegt in den Udzungwa-Bergen im Grenzgebiet zur Region Iringa. Hier leben zehn Arten von Primaten, sowie Büffel, Leoparden, Flusspferde, Elefanten und Krokodile.[14][16]

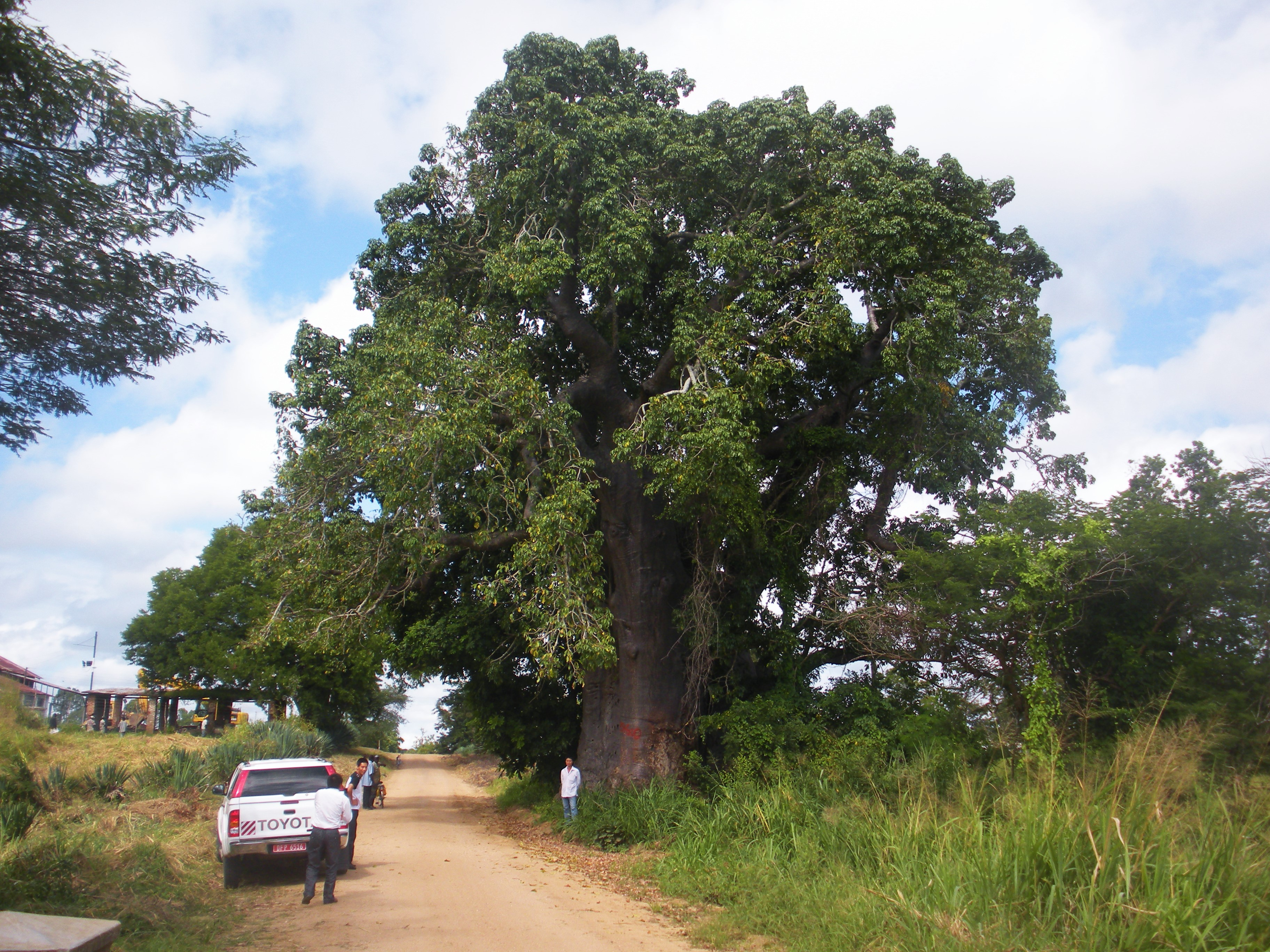
Baobab Baum